# نیروی نرمال

F_{N} نشان‌دهنده نیروی نرمال است.

نیروی نرمال {\displaystyle F_{n}\ } یا نیروی عکس‌العمل عمودی سطح(گاهی با N نیز نشان می‌دهند) (به انگلیسی: Normal force)، در علم مکانیک مؤلفه‌ای است عمود بر سطح تماسی که نیروی مماس بر یک جسم اعمال می‌کند (برای مثال: سطح یک طبقه یا دیوار)، تا مانع از سوراخ شدن آن سطح، شود. یا به عبارتی نیرویی است که از طرف سطح عمود بر جسم وارد می‌شود.
نیروی نرمال، یکی از مؤلفه‌های نیروی واکنش زمین بوده و ممکن است، منطبق بر آن باشد. به عنوان نمونه، فردی را تصور کنید که بر روی زمین ایستاده‌است. در چنین حالتی، نیروی واکنش زمین، به عنوان نیروی نرمال عمل می‌کند. به عنوان یک مثال دیگر، اگر یک جسم با مقدار معینی سرعت با یک سطح برخورد کرده و آن سطح بتواند در مقابل آن ایستادگی کند، برای کاهش ناگهانی سرعت، نیروی نرمال ایجاد می‌شود که البته بستگی به میزان انعطاف‌پذیری آن سطح دارد.
این نیرو فرمول خاصی ندارد و برای محاسبه اش باید به موقعیت اش توجه شود برای مثال یکی از
فرمول‌های این نیرو:
{\displaystyle N-mg=ma\,\!}
{\displaystyle N\,\!}: نیروی عمودی تکیه گاه
{\displaystyle m} :جرم {\displaystyle (Kg)}
{\displaystyle a} :شتاب {\displaystyle ({\frac {m}{s^{2}}})}
{\displaystyle g=9.8{\frac {m}{s^{2}}}}